# Mörtsjötjärnen, Jämtland
Mörtsjötjärnen är en sjö i Bräcke kommun i Jämtland och ingår i Ljungans huvudavrinningsområde.